# Borderliner
A Borderliner (norvég nyelven: Grenseland) egy norvég 8 részes krimi sorozat, melyet 2017 novemberében kezdte sugározni a norvég TV2, majd a Netflix vette át 2018 márciusában. 

## Cselekmény
A történet egy halálesettel kezdődik:, felakasztva találak rá egy helybélire. A rendőrség nyomozásba kezd Nikolai nyomozó közreműködésével, a nyomok azonban egyre inkább saját testvére felé vezetnek. Nikolai igyekszik megvédeni a testvérét, a család érdekében, azonban később, mikor partnere is gyanakodni kezd, a dolgok egyre veszélyesebbé válnak.

## Szereplők
- Tobias Santelmann - Nikolai Andreassen
- Ellen Dorrit Petersen - Anniken Høygaard-Larsen
- Benjamin Helstad - Lars Andreassen
- Bjørn Skagestad - Hans Olav Andreassen
- Eivind Sander - Josef Koldberg
- Frode Winther - Bengt Skare
- Morten Svartveit -Kristoffer Lund
- Stig Henrik Hoff - Sven Lindberg
- Ellen Birgitte Winther - Marta Hagen
- Ole Christoffer Ertvaag - Ove Dreyer
- Thelma Farnes Ottersen - Milla
- Todd Bishop Monrad Vistven - Erik
- Kim-Henning Nilsen - Tommy Hagen
- Cathrine Hoel Hansen - Matilde
- Frida Stavnes – Katia

## Epizódok
| Részek                                      | Tartalom |
| ------------------------------------------- | --- |
| 1/1 „Nikolai’s Dilemma” (Nikolai dilemmája) | Tommy Hagen holttestét találták meg egy erdőben felakasztva, minden jel ara mutat, hogy öngyilkosság történt, de találnak nyomokat, melyek megkérdőjelezik ezt. Nyomozásba kezd a rendőrség Nikolai és Anniken nyomozók közreműködésével. Tudomásukra jut, hogy Tommy és Ove Dreyer együtt hagyták el előző este a bárt, majd Tommynak találkozója volt Lars Andreassennel, Nikolai testvérével. Nikolai tudja, hogy testvére későn ért haza azon a bizonyos estén, szembesíti ezzel Larst, aki mindent bevall testvérének. Nikolai azonnal le akarja tartóztatni, de mégis úgy dönt, hogy szabadon engedi Larst. |
| 1/2 „Lars’ Deception” (Lars csalása)        | Nikolai elköveti az első bűnét a nyomozással kapcsolatban, hogy elterelje a gyanút testvéréről. Így már a rendőrök elfogadják az öngyilkosság elméletét. Azonban Anniken nyitva tartja az ügyet, Nikolai közben rájön, hogy apja, Hans Olev Andreassen is része a bűncselekménynek. Lars nem mondta el a teljes igazságot, ő és Bengt droggal üzleteltek, Tommy pedig részesedést akart kapni tőlük. |
| 1/3 „Anniken’s Chase ” (Anniken vadászata)  | Bengt és Ove Svédországba utaztak, hogy eladják a drogokat, közben a rendőrség próbál a nyomukra bukkanni Egy szemtanú állítása szerint Tommy a kerítésen keresztül mászott, így az öngyilkosság lehetősége újra átbeszélésre kerül. Közben búvárok segítségével kutatják a folyóban azt a tárgyat, ami valószínűleg megvághatta Tommy arcát. Nikolai és Lars szeretnék hamarabb megtalálni a csavarhúzót, mint a rendőrség. Anniken Ove nyomára bukkan Svédországban. |
| 1/4 „Ove’s Evidence” (Ove bizonyítéka)      | Anniken Ove barátnőjén, Malinen keresztül találta meg a fiút, Ovet, aki azonban elkerülte. Nikolai be akar vallani mindent Annikennek, azonban Bengt váratlanul fegyvert ránt és lelövi Ovet. Anniken gyanakodni kezd, hogy belsős közreműködéssel próbálják szabotálni a nyomozást, így átveszi az ügyet, Nikolait pedig kikérdezik. Ejtik a vádakat Nikolai és Bengt ellen, Anniken pedig összefüggésbe hozza Ovet a drogokkal. |
| 1/5 „Bengt’s Fate”(Bengt végzete)           | Ove barátnője elmondta Nikolainak, hogy Ove és Tommy drogot akartak árulni Bengt közreműködésével. Nikolai ezután attól tart, hogy Bengt esetleg meg akarja ölni Malint, amiért elárulta mit tettek. Bengtre akarja terelni a gyanút Nikolai, azonban megtalálják a csavarhúzót, amin azonosították Tommy és Lars DNS-ét. |
| 1/6 „Milla’s Future” (Milla jövője)         | A bizonyítékok miatt letartóztatják Larst, így Nikolainak kell a gyerekeire vigyáznia. Anniken és Nikolai külön válnak, Nikolai visszatér a régi ügyéhez Lindberggel és Evaval kapcsolatban, azonban új bizonyítékot fedez fel és azonnal értesíti Annikent. |
| 1/7 „Josef's Chance" (Josef esélye)         | Egy drogszállítmány érkezik, melyre Nikolai figyelmezteti a nyomozókat. Habár sikerült neki elfognia Evat, bizonyíték hiányában kénytelenek voltak elengedni őt. Josef közben a gengsztereknek szállít drogot, azonban amikor tetten érik Josefet a drogok már eltűntek. Lindberg és a gengszterek már fenyegetésként kezdenek tekinteni Nikolaira, aki segítséget próbál kérni Annikentől, ő azonban elutasítja. |
| 1/8 „Olav's Secret" (Olav titka)            | Anniken megtalálja a kábítószer kereskedők rejtekhelyét, de üresen. Kiderül, hogy Josef már átadta a drogokat Evanak és az embereinek. Az igazság kezd kiderülni, Eva találkozót kér Nikolaitól és bizonyítékot ad át Nikolainak Lindberggel szemben. Josefet letartóztatják drogkereskedésért és a titokra is fény derül. |